# Sphaerechinorhynchus serpenticola
Sphaerechinorhynchus serpenticola är en hakmaskart som beskrevs av Schmidt och Kuntz 1966. Sphaerechinorhynchus serpenticola ingår i släktet Sphaerechinorhynchus och familjen Plagiorhynchidae. Inga underarter finns listade i Catalogue of Life.